# Teresa Couderc
Santa Teresa Couderc (en francés, Thérèse Couderc) (1 de febrero de 1805– 26 de septiembre de 1885) fue confundadora de la orden católica Compañía de Nuestra Señora del Retiro del Cenáculo. Es venerada como santa por la Iglesia Católica.

## Biografía
Marie-Victoire-Thérèse Couderc nació en 1805 en Le Mas (Alpes Marítimos), Francia, en una familia de campesinos. Estudió en la Escuela Católica de San José, en Les Vans.
Durante un retiro en Lent en 1825 conoció a fray Jean-Pierre Etienne Terme, que había fundado con un grupo de religiosas las Hermanas de San Juan Francisco Regis en Aps, y que le invitó a unirse a la congregación. Ella entró en enero de 1826 y tomó el nombre religioso de Teresa. En 1827 la congregación se trasladó a Lalouvesc (Ardèche), donde se encuentra el santuario dedicado a san Juan Francisco Régis, misionero jesuita. Teresa Couderc llegó a ser la superiora.
Durante sus primeros años, estudió en el colegio de las Hermanas de San José aux Vans. Se le asignó la responsabilidad de organizar un hostal para peregrinas donde se incluía la visita al altar de San Juan Francisco Régis. De esta manera, es como en 1828 llegó a ser superiora y poner la semilla de la findación de la Compañía de Nuestra Señora del Retiro del Cenáculo junto al padre Jean-Pierre Etienne Terme en 1826. Después de la muerte de éste en 1834, la madre Teresa se acercó al padre provincial de los jesuitas franceses, Francisco Renault. Éste, en 1838, nombró a una nueva superiora, condesa de Lavilleurnoy a la que también nombré "Madre fundadora" de la Congregación sin que obtuviera una protesta de Santa Teresa Couderc. De Teresa no obtuvo ni una sola protesta y se limitó a aceptar la decisión. La nueva superiora en sólo once meses condujo a la Congregación a la ruina y se retiró. Posteriormente, fue nombrada la madre Contenet, que se dedicó a marginar completamente a la madre Teresa, quien no sólo fue aislada de la comunidad sino que fue encomendada a hacer el trabajo manual más duro durante años.
Después de la muerte de la madre Contenet, Santa Teresa fue revalorada por la nueva superiora la nueva superiora, madre de Larochenégly. VIajó a París en 1855, y empezó a organizar varias Casas hasta 1867, cuando se estableció en Fourvires. También fue reconocida públicamente como fundadora hasta su muerte el 26 de septiembre de 1885.
Beatificada por Pío XII (1951) y canonizada por Pablo VI (1970), su festividad litúrgica se celebra el 26 de septiembre.